# Гебарі
Гебарі (рум. Ghebari) — село у повіті Вранча в Румунії. Входить до складу комуни Палтін.
Село розташоване на відстані 159 км на північ від Бухареста, 31 км на захід від Фокшан, 103 км на північний захід від Галаца, 93 км на схід від Брашова.

## Населення
За даними перепису населення 2002 року у селі проживали 84 особи, усі — румуни. Усі жителі села рідною мовою назвали румунську.